# قره-دهقان (شهرستان اوزکند)
قره-دهقان (به لاتین: Kara-Dyykan) یک منطقهٔ مسکونی در قرقیزستان است که در شهرستان اوزکند واقع شده‌است. قره-دهقان ۵٬۸۹۲ نفر جمعیت دارد و ۱٬۰۳۱ متر بالاتر از سطح دریا واقع شده‌است.